# Abraxas martiaria
Abraxas martiaria är en fjärilsart som beskrevs av Eugen Wehrli 1932. Abraxas martiaria ingår i släktet Abraxas och familjen mätare. Inga underarter finns listade i Catalogue of Life.